# Gostivar
Gostivar (Macedonisch: Гостивар), ook wel Kostovon genoemd is een stad en gemeente in het noordwesten van Noord-Macedonië. De gemeente heeft 81.042 inwoners (2002) van multi-etnische achtergrond. Omdat de verschillende bevolkingsgroepen sterk langs elkaar heen leven is - met het oog op mogelijke spanningen - in augustus 2000 het Inter-Ethnic Project Gostivar in het leven geroepen. De grootste bevolkingsgroep vormen Albanezen, ongeveer twee derde van de totale bevolking. Macedoniërs vormen ongeveer één vijfde van de bevolking en daarmee de grootste minderheid. Circa tien procent was Turks en drie procent Roma-zigeuner.
De stad ligt 65 kilometer ten zuidwesten van de hoofdstad Skopje en vormt een knooppunt van handelsroutes.

## Geboren
- Kaan Mazhar (30 januari 1977), zanger
- Admir Mehmedi (16 maart 1991), Zwitsers voetballer van Albanees-Macedonische afkomst
- Visar Musliu (13 november 1994), voetballer